# Antisemitisme
Antisemitisme betegner en fjendtlig indstilling til, fordomme mod eller diskrimination af jøder. Antisemitisme opfattes generelt som et udtryk for racisme. Antisemitisme kan manifestere sig fra nedsættende eller hadefulde udtalelser og diskrimination mod individuelle jøder til organiserede pogromer iværksat mod hele jødiske samfund. Udtrykket anvendes i vore dage ofte parallelt med islamofobi.

## Begrebets oprindelse
Ordet antisemitisk antages først at være brugt af den østrigske jødiske lærde Moritz Steinschneider i 1860 i en polemik mod franskmanden Ernest Renan, der havde omtalt "semitiske racer" som underlegne i forhold til "ariske racer" - en holdning, som Steinschneider karakteriserede som "antisemitiske fordomme" ("antisemitische Vorurteile"). Den videre udbredelse af ordet antisemitisme tilskrives dog især den tyske agitator og journalist Wilhelm Marr, der anvendte betegnelsen i flere hadefulde antijødiske skrifter i 1880'erne. Mens Renan havde brugt ordet "semitter" som betegnelse for alle, der talte semitiske sprog (deriblandt de arabisk-talende), blev betegnelsen "antisemitisk" af Marr og efterfølgende brugt som synonymt med "antijødisk".

## Begrundelser for antisemitisme
Der har været fremført forskellige begrundelser for antisemitiske holdninger i tidens løb, således religiøse, politiske, sociale og racistiske, men grænserne mellem disse er ofte flydende.

### Religiøst betinget
Den religiøst baserede antisemitisme har eksisteret siden hellenismen, hvor jøderne opponerede mod den hellenistiske religion. Den er dog især et kristent fænomen, der har eksisteret i det meste af kristendommens historie. Antisemitisme har i flere perioder været en officiel del af den kristne kirkes holdninger. Den religiøse antisemitisme har ofte hentet sine argumenter fra Det Ny Testamente, hvor jøder flere steder fremstilles som hævntørstige, nærige og onde. Ikke mindst er ideen om, at jøderne var ansvarlige for Jesu død, blevet fremhævet gentagne gange gennem historien. I Middelalderen var det en udbredt myte, at jøder dræbte kristne børn for at bruge deres blod i jødiske ritualer. Også Martin Luther, der skrev tre voldsomme antijødiske kampskrifter (Brief wider die Sabbather an einen guten Freund (1538), Von den Jüden und iren Lügen (1543) og Vom Schem Hamphoras und vom Geschlechte Christi (1544), er blevet citeret ofte af senere antisemitter.
Religiøs antisemitisme betegnes somme tider som antijudaisme.

### Socioøkonomisk betinget
Den socioøkonomisk baserede antisemitisme opstod i middelalderens Europa, hvor der dannede sig jødiske samfund i mange europæiske lande. Ofte var de henvist til at leve som købmænd og pengeudlånere. Det skabte grobund for forestillinger om jøder som rige og pengegriske.

### Racistisk betinget
I slutningen af 1800-tallet voksede en pseudovidenskabelig racelære og raceideologi frem, som ofte var antisemitisk, og som under nazismen fik skæbnesvangre konsekvenser for de europæiske jøder. Ifølge denne tænkning tilhørte jøder en særlig race, der var andre racer underlegen. Ud fra denne genetiske tankegang spillede det ingen rolle om jøder konverterede eller frasagde sig deres kultur, da racemæssige karaktertræk blev anset som umulige at ændre. Efter anden verdenskrig er denne tankegang miskrediteret, og nutidens antisemitisme handler i stedet om jøders kultur, religion og identitet.

## Udslag af antisemitisme
Selv om begrebet antisemitisme først blev brugt i anden halvdel af det 19. århundrede, er fænomenet langt ældre. Jødeforfølgelser har fundet sted siden antikken. Seleukiden Antiochos 4. Epifanes' forbud mod at udøve jødisk religion i 168 f.v.t., der førte til det makkabæiske oprør, nævnes som den første større konflikt med antisemitiske undertoner. I middelalderen blev jøder udvist af en række europæiske lande, mens de andre steder blev tvunget til at leve afsondret i særlige ghettoer. Ved begyndelsen af 1. korstog var der store massakrer på jøderne i det tyske Rhinland, hvor de jødiske samfund i byerne Speyer, Worms og Mainz blev ødelagt. Påsken 1475 forsvandt den to og et halvt år gamle Simon fra Trent i Norditalien. Det forlød snart at drengen var bortført og myrdet af jøder. Myndighederne arresterede jøder; de blev udsat for tortur, og flere mandlige jøder blev henrettet. Simon af Trent skal være helgenkåret af pave Gregor 13. 
Andre voldsomme udslag skete under den spanske inkvisition, Bogdan Khmelnytskijs opstand mod Polen i 1648, hvor titusinder af jøder blev dræbt, og i en række pogromer i Rusland og andre østeuropæiske lande fra slutningen af 1800-tallet. Dreyfus-affæren i Frankrig omkring 1900 var et andet berømt eksempel på en udbredt antisemitisme. De tyske nazisters holocaust 1933-45 kostede omkring seks millioner europæiske jøder livet. 1. juli 1946 forsvandt en otteårig dreng fra Kielce. Da han kom tilbage to dage senere, fortalte han, at han var blevet holdt fanget af jøder. I de næste dage spredtes rygter om, at jøder bortførte og myrdede kristne børn; og 42 jøder, der havde overlevet det nylige holocaust, blev myrdet og omkring 80 skadet. 

## Antisemitisme i Danmark
Fra dansk middelalder kendes et brev dateret apostelen Jakobs dag (dvs. 25. juli) 1400, hvor jomfru Ellen Broksdatter skænkede sit gods i Nyrup på Røsnæs til Vor Frues alter i Kalundborg kirke. Til gengæld skulle kirken dagligt afholde messe foran alteret og årligt en særlig sjælemesse for Ellen Broksdatter. Under gavebrevet hænger segl tilhørende både jomfru Ellen, roskildebispen Peder Lodehat, ærkedegnen, Sorø-abbeden og Kalundborgs borgmester, Peder Brand. Men giveren kan ikke have følt sig overbevist af autoriteternes forsikringer alene, for i gavebrevet trues med forbandelser hvis nogen skulle finde på at misligholde aftalen: "Over ham skal alle den hellige skrifts forbandelser komme, og de hellige fædres forbandelser." Videre skulle vedkommende frasige sig troen ved at håne Bibelen og fornægte Jesus og jomfru Maria; desuden vanhellige sakramenterne dåb og ægteskab ved at voldtage nogen eller lade sig voldtage, samt flå og ofre et dyr over døbefonten; og ved at gifte sig og have samleje med en jøde eller jødinde på alteret. 
I nyere tid begyndte jøder at bosætte sig i Danmark sidst i 1600-tallet, og der har lejlighedsvis siden været eksempler på antisemitiske holdninger og handlinger i Danmark som den litterære jødefejde (Jødefejden 1813) og de antisemitiske optøjer i København og provinsen 1819-20 (Jødefejden 1819-1820). Også i mellemkrigstiden 1918-39 var der antisemitiske strømninger i det danske samfund som en efterklang af begivenhederne uden for landets grænser. I 1917 stiftede en gruppe kunstnere og akademikere således den antisemitiske forening Dansk Forening til Fremmedelementers Begrænsning, senere omdøbt til Dansker-Ligaen. Foreningen fik stor betydning for de danske nazister. I 1930'erne var især den danske avis Jyllands-Posten præget af antisemitiske holdninger. Avisens faste skribent Hans Jacob Hansen med tilnavnet "Flue-Professoren" skrev således om Jødeproblemet og foreslog bl.a. i sine artikler, at de danske jøder skulle udelukkes fra bestemte stillinger i samfundet for at gøre det jødefrit.
Antisemitismen spiller ikke nogen stor rolle i det danske samfund i dag, men dyrkes dog i snævre kredse, f.eks. hos de danske nazister i DNSB og i nogle islamistiske fora.
Siden 2015 har Rigspolitiet foretaget en årlig afrapportering af hadforbrydelser. I 2017 registrerede politiet 142 religiøst motiverede hadforbrydelser, hvoraf de 38 var rettet mod jøder. Jøderne var dermed den religiøse gruppe, der tegnede sig som ofre for den næststørste andel af årets hadforbrydelsessager. De fleste religiøst klassificerede hadforbrydelser, nemlig 67, var islamofobiske, idet de var rettet mod danske muslimer. For begge grupper har det registrerede antal været stigende siden 2015.

## Antisemitisme og antizionisme
Fremkomsten af zionismen som bevægelse og især oprettelsen af staten Israel i 1948 har ført til en reaktion i form af antizionismen, modstand mod oprettelsen og eksistensen af en jødisk nationalstat. Forholdet mellem antisemitisme og antizionisme har ofte været genstand for debat. Såvel zionisme som antizionisme er grundlæggende ikke-racistiske, politiske holdninger, men i det omfang antizionistisk argumentation låner træk fra antisemitisme, kan den udarte til at være antisemitisk. I moderne tid er der således konstateret flere racistiske angreb på jøder – som graffiti og tilråb – når der har været politisk uro i Israel og de palæstinensiske områder.